# 町田市立室内プール
町田市立室内プール（まちだしりつしつないプール）は、東京都町田市図師町にある公営プール。温浴施設「町田桜の湯」を併設している。

## 概要

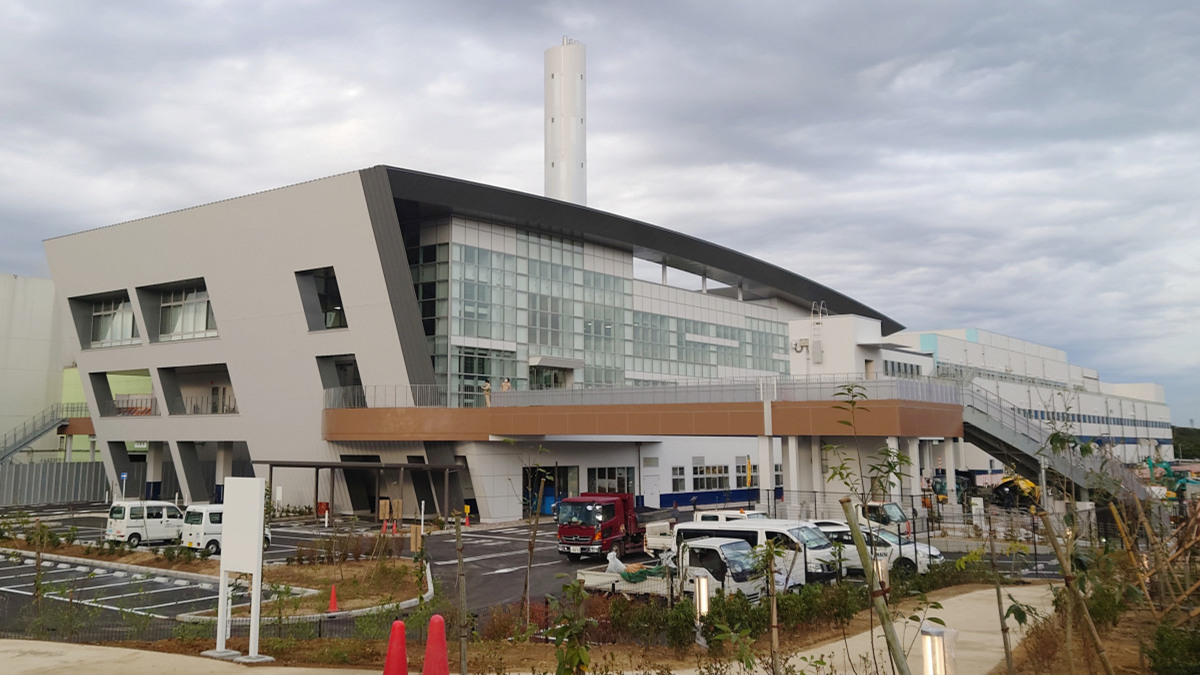
町田市バイオエネルギーセンター

町田市の市制施行30周年記念による三大スポーツ施設建設事業（町田市立室内プール、町田市立陸上競技場、町田市立総合体育館）の一つとして計画され、施設北側の町田リサイクル文化センター（下小山田町）のごみ焼却余熱を利用した温水プールとして、淺沼・白石・徳倉・朝見建設共同企業体の施工で1988年（昭和63年）に着工し、1989年（平成元年）に開館した。2021年には同ごみ焼却施設が老朽化によって建て替えられ、現在は町田市バイオエネルギーセンターのごみ焼却余熱を利用しており、道路の地下に埋設された蒸気管を通してプールに余熱を送っている。指定管理者制度に基づき、協栄グループ（株式会社協栄・東京体育機器株式会社共同事業体）が管理運営に当たっている。
2013年（平成25年）、アクエリアス発売30周年を記念した「アクエリアス 未来への夢はじめよう。」プロジェクトの会場に、岩手県盛岡市の盛岡市立総合プール、大阪市港区の大阪プール、熊本市のアクアドームくまもととともに選ばれた。
2018年（平成30年）9月から2019年（令和元年）11月にかけて長期休館し、施設の大規模修繕が行われた。
2022年（令和4年）4月1日には施設を増築する形で、浴場やサウナなどを備えた「健康増進温浴施設」がオープンした。翌2023年（令和5年）4月より一般公募で選ばれた「町田桜の湯」が温浴施設の愛称として使用されている。

## 施設
- 室内プール棟
  - メインプール（日本水泳連盟公認50mプール、8コース）
  - サブプール（25mプール、5コース）
  - 幼児用プール
  - トレーニング室（トレーニング機器32台 など）
- 温浴施設棟
  - 浴場（サウナ併設）
  - 多目的室

## 交通アクセス
路線バスの場合
- 町田バスセンター14番乗り場より、神奈川中央交通の「町39」に乗車、「市立室内プール」下車。

かつては「町38」（市立室内プール止まり）も多数運行されていたが、2021年現在は開館前の平日早朝（町田バスセンター7:25発）のみ運行される。また、以前は藤の台団地・山崎団地センター・鶴川駅からも路線バスが運行されていたが、いずれも廃止された。
自家用車の場合
- 専用の有料駐車場（合計156台分）あり。